# Bonawentura Carenzi
Bonaentura Carenzi (zm. 13 listopada 1817) – włoski biskup rzymskokatolicki, franciszkanin, biskup diecezjalny bakowski w latach 1808–1814, biskup diecezjalny Citta della Pieve w latach 1814–1817.

## Życiorys
Pochodził z Włoch, gdzie wstąpił do zakonu franciszkanów. Sprawował funkcję proboszcza parafii Dwunastu Apostołów w Rzymie.
20 grudnia 1808 został mianowany przez papieża Piusa VII biskupem diecezjalnym diecezji bakowskiej. Miało to miejsce już po utraceniu w wyniku rozbiorów wpływów polskich w Mołdawii. Sakrę biskupią przyjął 31 grudnia 1808 w Rzymie. Powierzonej mu diecezji nigdy nie objął i ostatecznie 26 września 1814 został przeniesiony do diecezji Citta della Pieve. W 1812, w okresie piastowania przez niego urzędu biskupa diecezjalnego bakowskiego, Besarabia została włączona do diecezji kamienieckiej.